# Бодимид, Холли
Холли Бодимид (англ. Holly Bodimeade; род. 26 июля 1995) — британская актриса.

## Ранняя жизнь
Родилась в Чичестере, в графстве Западный Суссекс. С 2001 по 2011 годы обучалась в Stonar School, в Уилтшире.

## Карьера
Дебютировала на телевидении, снявшись в роли Мэдди в номинированной на BAFTA драме BBC TV «Саммерхилл», повествующей о трудной школе.
Позже снялась в роли Мэгги в телесериале CBBC «Райское кафе», съёмки которого велись в Новой Зеландии и на островах Кука. Также участвовала в двух радиопостановках на BBC Radio 4 и является членом Национального молодёжного театра.

## Фильмография

### Телевидение
| Год       | Название          | Роль         | Примечания                   |
| --------- | ----------------- | ------------ | ---------------------------- |
| 2008      | Саммерхилл        | Мэдди        | Показан на CBBC и BBC Four   |
| 2009-2012 | Райское кафе      | Мэган        | 26 эпизодов CBBC             |
| 2014      | Доктора           | Бетани Крейг | 29 сезон 30 эпизод           |
| 2015      | Несчастный случай | Лора Меллинг | 16 сезон 15 серия            |
| 2015      | Коронер           | Ли Уолкер    | Эпизод «The Salcombe Selkie» |

### Фильмы
| Год  | Название               | Роль         | Примечания      |
| ---- | ---------------------- | ------------ | --------------- |
| 2007 | Хэдвич                 | Балли        | Короткометражка |
| 2010 | Красные туфли Шерри    | Шерри Льюитт | Короткометражка |
| 2013 | Плоды труда            | Девушка      | Короткометражка |
| 2014 | Con Buenas Intenciones | Кэти         | Короткометражка |

### Радио
| Год  | Название           | Роль            | Примечания          |
| ---- | ------------------ | --------------- | ------------------- |
| 2006 | BBC Radio 4’s Sand | Элизабет Гудинг | Afternoon play      |
| 2009 | Элегантность ежа   | Палома          | Woman’s Hour series |
| 2011 | Нос Королевы       | Мелоди Паркер   | BBC Radio 4 Extra   |
| 2012 | Неделя ведьм       | Карен Григг     | BBC Radio 4 Extra   |